# Tyshawn Jones
Pour les articles homonymes, voir Jones.
 (février 2024).
La mise en forme du texte ne suit pas les recommandations de Wikipédia : il faut le « wikifier ».
Les points d'amélioration suivants sont les cas les plus fréquents. Le détail des points à revoir est peut-être précisé sur la page de discussion.
- Les titres sont pré-formatés par le logiciel. Ils ne sont ni en capitales, ni en gras.
- Le texte ne doit pas être écrit en capitales (les noms de famille non plus), ni en gras, ni en italique, ni en « petit »…
- Le gras n'est utilisé que pour surligner le titre de l'article dans l'introduction, une seule fois.
- L'italique est rarement utilisé : mots en langue étrangère, titres d'œuvres, noms de bateaux, etc.
- Les citations ne sont pas en italique mais en corps de texte normal. Elles sont entourées par des guillemets français : « et ».
- Les listes à puces sont à éviter, des paragraphes rédigés étant largement préférés. Les tableaux sont à réserver à la présentation de données structurées (résultats, etc.).
- Les appels de note de bas de page (petits chiffres en exposant, introduits par l'outil «  Source ») sont à placer entre la fin de phrase et le point final[comme ça].
- Les liens internes (vers d'autres articles de Wikipédia) sont à choisir avec parcimonie. Créez des liens vers des articles approfondissant le sujet. Les termes génériques sans rapport avec le sujet sont à éviter, ainsi que les répétitions de liens vers un même terme.
- Les liens externes sont à placer uniquement dans une section « Liens externes », à la fin de l'article. Ces liens sont à choisir avec parcimonie suivant les règles définies. Si un lien sert de source à l'article, son insertion dans le texte est à faire par les notes de bas de page.
- La présentation des références doit suivre les conventions bibliographiques. Il est recommandé d'utiliser les modèles {{Ouvrage}}, {{Chapitre}}, {{Article}}, {{Lien web}} et/ou {{Bibliographie}}. Le mode d'édition visuel peut mettre en forme automatiquement les références.
- Insérer une infobox (cadre d'informations à droite) n'est pas obligatoire pour parachever la mise en page.

Pour une aide détaillée, merci de consulter Aide:Wikification.
Si vous pensez que ces points ont été résolus, vous pouvez retirer ce bandeau et améliorer la mise en forme d'un autre article.
Tyshawn Jones, né le 24 décembre 1998, est un skateur professionnel américain originaire de New York. Il est deux fois vainqueur du prix Thrasher Skater of the Year (2018 et 2022).

## Enfance
Né à Manhattan, Jones a grandi en partageant son enfance entre le New Jersey et le Bronx. Après avoir joué au skate avec son frère et son oncle à l'âge de 10 ans, Jones a découvert le monde du skateboard et a acheté son premier skateboard chez Target. Bien que le frère aîné de Jones (Brian Jones) ait finalement arrêté le skateboard, Tyshawn est resté persévérant sans se laisser décourager par les échecs. Après être revenu du New Jersey dans le Bronx, Jones s'est davantage concentré sur le patinage en raison du manque d'amis. Rencontrer des patineurs meilleurs a donné à Jones un esprit de compétition qui l'a poussé à s'améliorer. Jones a regardé des images de skate en grandissant :
"I used to go home from school and watch Andrew Reynolds’ Baker 3 part. I would just rewind his frontside flip over the Hollywood 16 rail over and over and over. Brian Herman, Antwuan Dixon… I’ve never even seen (Baker 3) all the way through, I’d just watch the parts."

## Carrière professionnelle de skateboard
Après avoir été exposé à l'idée d'un parrainage, Jones a travaillé sur des clips de lui-même en train de patiner à New York, il a vu cela comme une opportunité de réduire le coût de l'équipement de skateboard et n'était pas si préoccupé par l'exposition. Initialement, Jones était sous un parrainage de flux pour Toy Machine. Jones a rencontré Jason Dill pour la première fois (fondateur et PDG de Fucking Awesome) en 2011 à New York. Dill a été impressionné par la capacité de patinage de Jones, ce qui a permis à Jones d'être sponsorisé et de devenir professionnel sous Fucking Awesome. Les capacités et le style de Jones ont attiré l'attention de Supreme, ce qui l'a amené à apparaître dans plusieurs clips pour la marque et finalement dans la vidéo du magasin de 2014, Cherry de Bill Strobeck. Après la vidéo Cherry, Jones a cofondé sa propre entreprise de matériel et de vêtements, Hardies, avec son coéquipier Na-Kel Smith.
Toujours en 2014, Jones a signé avec Adidas. Il a fait sa première partie vidéo de skate solo dans la vidéo complète de l'équipe Adidas, Away Days. Le premier coloris/matériau signature de Jones avec Adidas est sorti en 2017.
En 2022, Jones a quitté Fucking Awesome pour créer sa propre entreprise, King Skateboards.

### Patineur Thrasher de l'année
En 2018, à l'âge de 19 ans, Jones a sorti l'une des « parties les plus discutées de l'année » dans la vidéo de Supreme « BLESSED ». Il fait la couverture du numéro de janvier 2019.
En 2022, Tyshawn a de nouveau remporté le prix du patineur de l'année décerné par Thrasher. Jones est apparu sur la couverture du numéro de décembre 2022. La photo de couverture le montrait en train de faire un kickflip sur les voies du métro à la station 145th St.

### Commanditaires
Depuis décembre 2022, les sponsors de Jones sont King Skateboards, Adidas, Supreme, Hardies Hardware, Thunder Trucks, Spitfire et New Era,.

### Apparitions dans des vidéoclips
En mai 2022, Tyshawn apparaît dans le clip de Kendrick Lamar pour la chanson N95 mettant en vedette Baby Keem, faisant du skateboard dans les rues de New York.